# Cán Khê
Cán Khê là một xã thuộc huyện Như Thanh, tỉnh Thanh Hóa, Việt Nam.

## Địa lý
Xã Cán Khê nằm ở phía đông bắc huyện Như Thanh, có vị trí địa lý:
- Phía đông giáp huyện Triệu Sơn
- Phía tây giáp huyện Thường Xuân
- Phía nam giáp huyện Như Xuân và các xã Phượng Nghi, Xuân Du
- Phía bắc giáp huyện Triệu Sơn.

Xã Cán Khê có diện tích 20,38 km², dân số năm 2018 là 5.671 người, mật độ dân số đạt 278 người/km².

## Lịch sử
Địa bàn xã Cán Khê hiện nay trước đây vốn là hai xã Xuân Thọ và Cán Khê.
Trước khi sáp nhập, xã Xuân Thọ có diện tích 18,91 km², là 2.271 người, mật độ dân số đạt 120 người/km². Xã Cán Khê có diện tích 20,38 km², dân số là 5.671 người, mật độ dân số đạt 278 người/km².
Ngày 16 tháng 10 năm 2019, Ủy ban Thường vụ Quốc hội ban hành Nghị quyết số 786/NQ-UBTVQH14 về việc sắp xếp các đơn vị hành chính cấp xã thuộc tỉnh Thanh Hóa (nghị quyết có hiệu lực từ ngày 1 tháng 12 năm 2019). Theo đó, sáp nhập toàn bộ diện tích và dân số của xã Xuân Thọ vào xã Cán Khê.